# Шкорупеев, Иван Семёнович
Иван Семёнович Шкорупеев — советский хозяйственный, государственный и политический деятель.

## Биография
Родился в 1910 году в Ананьеве. Член КПСС с 1940 года.
С 1931 года — на хозяйственной, общественной и политической работе. В 1931—1982 гг. — рабочий, мастер, заместитель начальника цеха Тираспольского механического завода имени Кирова, в эвакуации на Свердловском машиностроительном заводе, главный инженер, директор Тираспольского механического завода имени Кирова, заместитель министра местной промышленности Молдавской ССР, заместитель начальника управления заместитель, 1-й заместитель председателя, председатель СНХ Молдавской ССР, министр пищевой промышленности Молдавской ССР, заместитель председателя республиканского совета НТО.
Избирался депутатом Верховного Совета Молдавской ССР 6-го, 7-го, 8-го и 9-го созывов.
Умер после 1982 года.